# Hemus finneganae
Hemus finneganae is een krabbensoort uit de familie van de Mithracidae. De wetenschappelijke naam van de soort is voor het eerst geldig gepubliceerd in 1958 door Garth.